# Charmont (Val-d’Oise)
Charmont ist eine französische Gemeinde im Département Val-d’Oise in der Region Île-de-France. Die Bewohner nennen sich Charmontois bzw. Charmontoises. Das Dorf mit 33 Einwohnern (Stand 1. Januar 2022) ist die kleinste Gemeinde im Département Val-d’Oise.

## Geografie
Der Ort liegt an der RD 983 (Gisors – Magny-en-Vexin – Mantes-la-Jolie), ca. 50 km nordwestlich von Paris und zwei Kilometer südlich von Magny-en-Vexin.
Nachbargemeinden von Charmont sind Magny-en-Vexin im Norden, Banthelu im Südosten, Maudétour-en-Vexin im Süden, Genainville im Südwesten und Hodent im Westen.
Das Gemeindegebiet gehört zum Regionalen Naturpark Vexin français.

## Geschichte
Charmont war lange Zeit ein Weiler in der Gemeinde Magny-en-Vexin und wurde erst während der Französischen Revolution selbständig.

## Sehenswürdigkeiten
- Grange centrale (Scheune), erbaut Mitte des 19. Jahrhunderts

## Bevölkerungsentwicklung
| Jahr      | 1962 | 1968 | 1975 | 1982 | 1990 | 1999 | 2007 |
| --------- | ---- | ---- | ---- | ---- | ---- | ---- | ---- |
| Einwohner | 57   | 61   | 40   | 31   | 30   | 32   | 30   |